# Remolatxa sucrera
La remolatxa sucrera, bleda-rave de sucre, ravebleda sucrera, etc,és una varietat de l'espècie Beta vulgaris altres varietats proporcionen la bleda, la bleda-rave hortícola i la bleda-rave farratgera. L'arrel de la remolatxa sucrera s'ha anat seleccionant durant anys perquè tingui més percentatge de sucre en les seves arrels i millori les capacitats agronòmiques. La Unió Europea, els Estats Units, i Rússia són els tres principals productors de remolatxa sucrera del món, però només la Unió Europea i Ucraïna són exportadors significatius de sucre de remolatxa. Als Estats Units es conrea des de 2008 remolatxa sucrera modificada genèticament perquè sigui resistent a l'herbicida glifosat.

## Conreu
La remolatxa sucrera és una planta biennal molt resistent al fred que pot créixer en molts climes temperats. A la majoria dels climes temperats es planta a la primavera i es cull a la tardor. Amb 100 dies de creixement és suficient per a la producció comercial de remolatxa sucrera. En climes més càlids com Andalusia i Califòrnia (Imperial Valley) es planta a la tardor i es cull a la primavera. Fins a la meitat del segle XX calia treure les males herbes de la remolatxa a mà o amb eines i la collita requeria molts treballadors.
| Principals productors de remolatxa sucrera - 2005 (milions de tones) | Principals productors de remolatxa sucrera - 2005 (milions de tones) |
| -------------------------------------------------------------------- | -------------------------------------------------------------------- |
| França                                                               | 29                                                                   |
| Alemanya                                                             | 25                                                                   |
| USA                                                                  | 25                                                                   |
| Rússia                                                               | 22                                                                   |
| Ucraïna                                                              | 16                                                                   |
| Turquia                                                              | 14                                                                   |
| Itàlia                                                               | 12                                                                   |
| Polònia                                                              | 11                                                                   |
| Regne Unit                                                           | 8                                                                    |
| Espanya                                                              | 7                                                                    |
| Total mundial                                                        | 242                                                                  |
| Source: UN Food & Agriculture Organisation (FAO)                     |                                                                      |

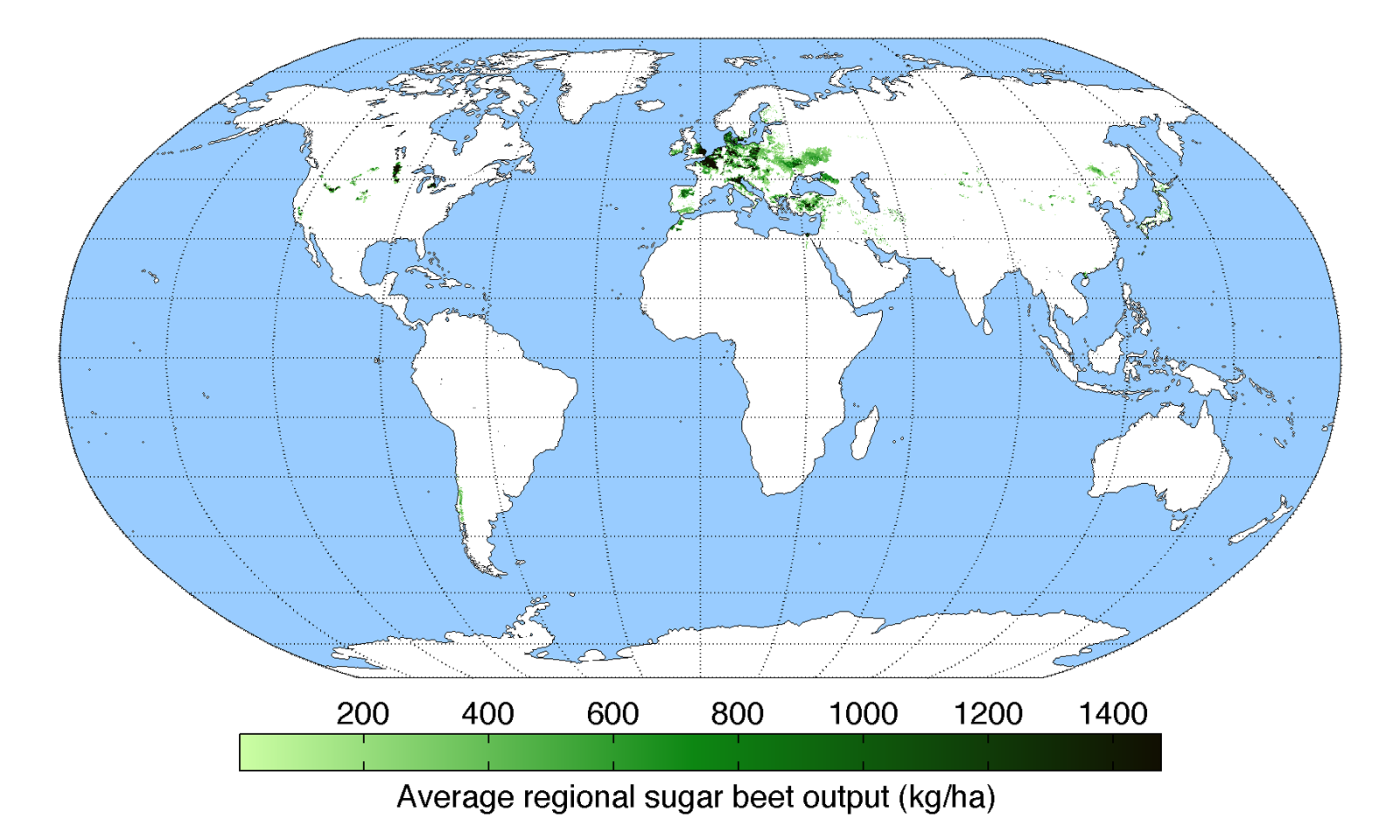
Producció mundial (dades de 2008)

La sembra mecànica, els herbicides i la collita mecanitzada fan que les hores de treball per hectàrea hagin disminuït molt. Per a la collita mecanitzada uns ganivets tallen la corona de la planta i després alcen les arrels del terra eliminant l'excés de terra. Les arrels són posades mecànicament en un camió.

## Processat

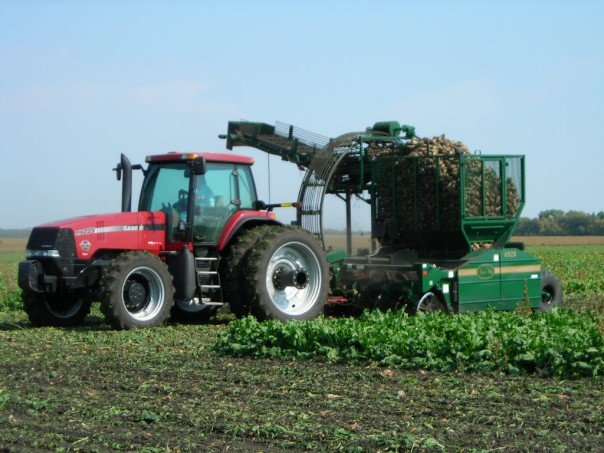
Una recol·lectora de remolatxa

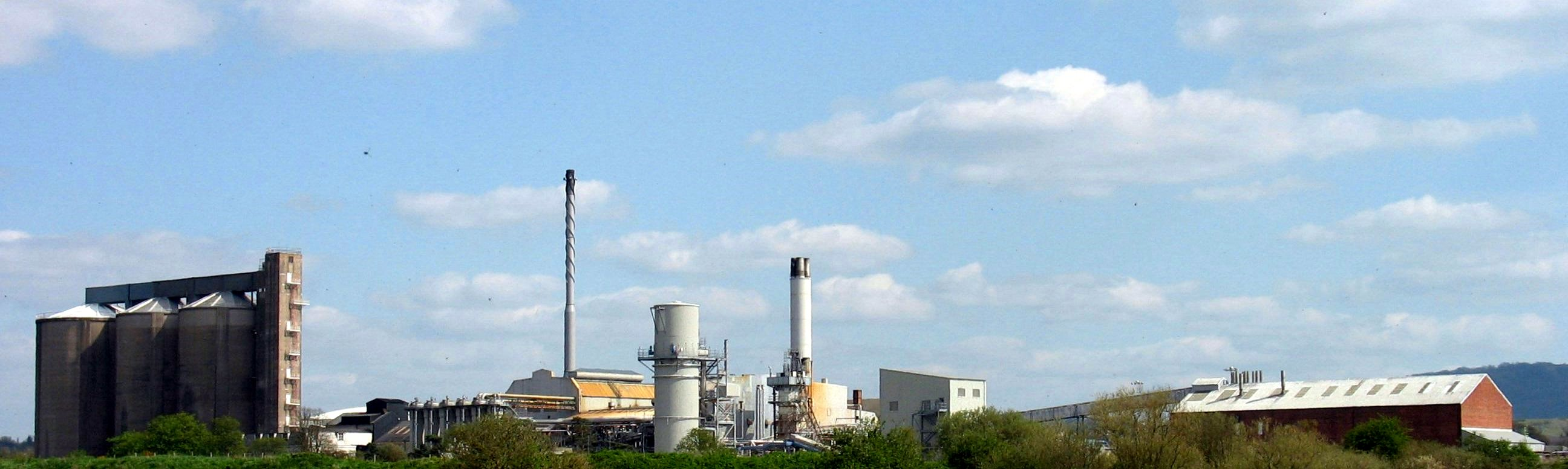
Una refineria de sucre a Shropshire, Anglaterra.

La primera fase és la recepció en la fàbrica sucrera. Cada lot de remolatxa es pesa i es determina la tara composta per terra, el tros de corona restant (que té poc sucre), el contingut de sucre (per polarimetria) i el contingut de nitrogen (per a fer una futura recomanació d'adobat). Després la remolatxa es renta. La remolatxa es parteix en tires i passa per un difusor per extreure'n el sucre amb aigua calenta. La carbonatació és un sistema per treure les impureses del suc abans que es cristal·litzi, es fa amb una suspensió d'hidròxid de calci. Aquest tractament fa precipitar les impureses i els anions i converteix els sucres simples com la glucosa i fructosa en àcids carboxílics més estables. Després es fa borbollejar diòxid de carboni en la solució sucrosa precipitant el carbonat de calci. El suc rep cendres sòdiques per modificar-ne el pH i es sulfata. El suc es concentra per evaporació múltiple i s'obté un xarop.

## Altres usos
Les melasses es fan servir per alimentar animals de granja. Begudes del tipus rom es fan especialment a Txèquia i a les illes Åland a Txèquia i Alemanya se'n fa vodka. El xarop de remolatxa es fa de sucre de remolatxa sense refinar, a Alemanya el producte s'anomena Zuckerrüben-Sirup i es fa servir per estendre'l en sandvitxos i per endolcir salses, pastissos i postres. A Saint John (Nova Brunswick) la melassa de remolatxa es fa servir per desglaçar el pont del port, ja que tenen un punt de fusió més baix (-34 °C) que la sal per carreteres i redueix la corrosió. La betaïna es pot aïllar dels subproductes de la fabricació de sucre. La uridina que s'obté del sucre de remolatxa junt amb omega 3 pot alleujar la depressió nerviosa. Com a biocombustible produint biobutanol.

## Curiositats

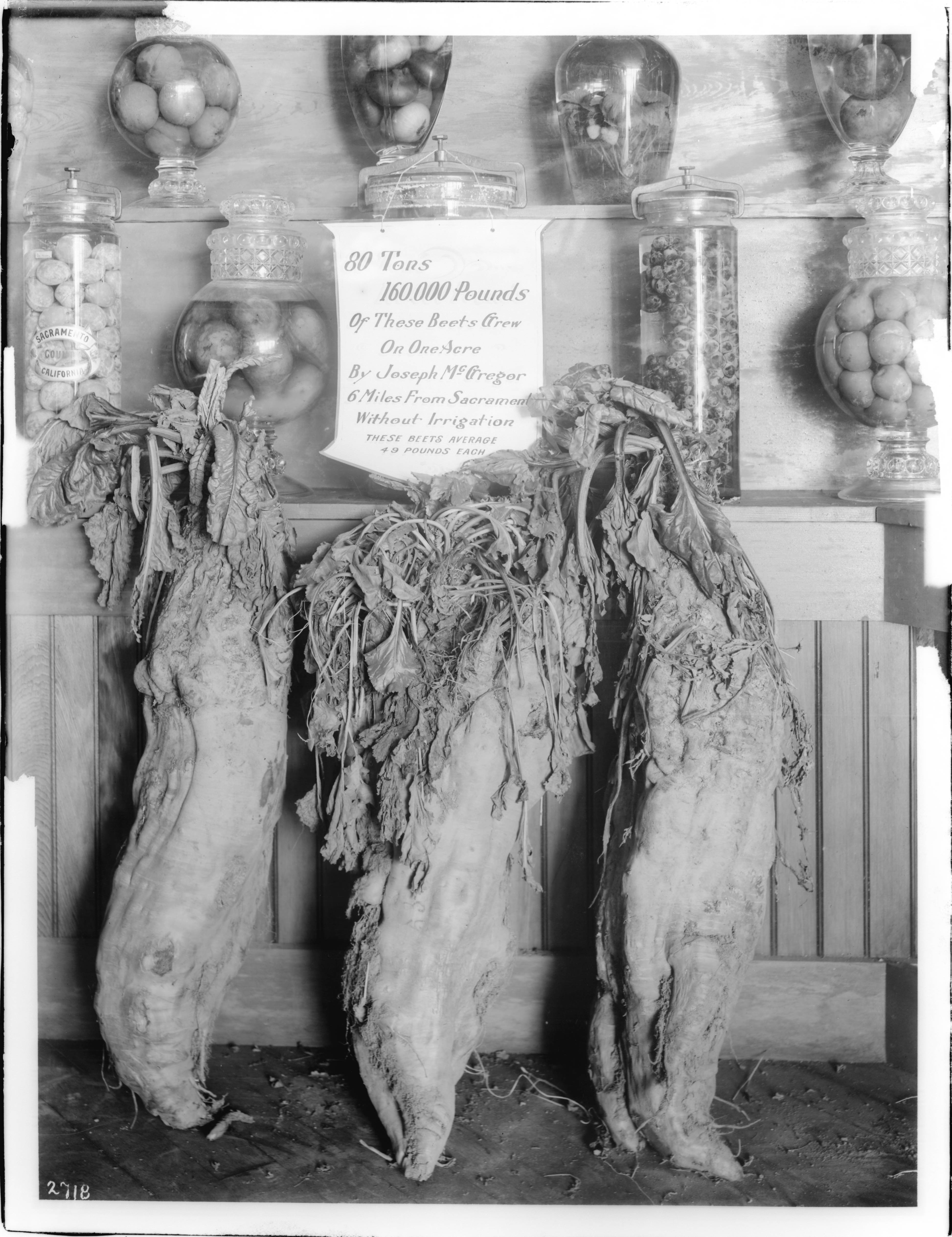
Exposició de tres exemplars californians notables

Es poden aconseguir arrels de gran massa com el cas de la fotografia (1900-1910) on s'exposen tres exemplars cultivats per Joseph McGregor, a 6 milles de Sacramento sense reg. Aquestes remolatxes tenen una mitjana de 49 lliures (22 kg) cadascuna segons el cartell informatiu.